# Granges-près-Marnand
Granges-près-Marnand (hasta 1952 Granges VD) es una localidad y antigua comuna suiza del cantón de Vaud, situada en el distrito de Broye-Vully.
La comuna hizo parte hasta el 31 de diciembre de 2007 del distrito de Payerne, círculo de Granges-près-Marnand. Desde el 1 de julio de 2011 entró en vigor la fusión de la comuna de Granges-près-Marnand con las comunas de Cerniaz, Combremont-le-Grand, Combremont-le-Petit, Marnand, Sassel, Seigneux y Villars-Bramard en la nueva comuna de Valbroye.

## Geografía
Granges-près-Marnand se encuentra situada en la meseta suiza, en la región del valle del río Broye. La antigua comuna limitaba al norte con las comunas de Ménières (FR) y Fétigny (FR), al este con Trey y Marnand, al sur con Henniez, Villeneuve (FR) y Surpierre (FR), y al oeste con Cheyri (FR) y Sassel.

## Transportes
Ferrocarril
Cuenta con una estación ferroviaria en la que efectúan parada trenes de cercanías pertenecientes a la red 'RER Vaud'.